# Green River (album)
Green River este al treilea album al trupei americane Creedence Clearwater Revival , lansat în 1969 . În 2003 albumul a fost clasat pe locul 96 în Lista celor mai bune 500 de albume ale tuturor timpurilor stabilitǎ de revista Rolling Stone . 

## Tracklist
1. "Green River" (2:36)
2. "Commotion" (2:44)
3. "Tombstowne Shadow" (3:39)
4. "Wrote a Song for Everyone" (4:57)
5. "Bad Moon Rising" (2:21)
6. "Lodi" (3:13)
7. "Cross-Tie Walker" (3:20)
8. "Sinister Purpose" (3:23)
9. "The Night Time Is The Right Time" ( Napoleon "Nappy" Brown , Ozzie Cadena , Lew Herman ) (3:09)

- Toate cântecele au fost scrise de John Fogerty cu excepția celor notate

## Single-uri
- "Bad Moon Rising" (1969)
- "Lodi" (1969)
- "Green River" (1969)
- "Commotion" (1969)

## Componențǎ
- Doug Clifford - baterie
- Stu Cook - chitarǎ bas
- John Fogerty - chitarǎ , voce
- Tom Fogerty - chitarǎ ritmicǎ , voce de fundal